# Nuclear Blast
Nuclear Blast é uma grande gravadora independente com subsidiárias na Alemanha, Estados Unidos e Brasil. A gravadora foi fundada em 1987 por Markus Staiger na Alemanha, cujo principal escritório está localizado em Donzdorf, Göppingen.
Originalmente lançando gravações de punk rock e hardcore, a gravadora mudou a direção de seus álbuns para o metal, principalmente death metal melódico, grindcore, black metal, metal sinfônico e folk metal. Nuclear Blast é uma respeitável gravadora de power metal também, sendo que no Brasil foi representada pela extinta Paradoxx Music.
Seus lançamentos são geralmente incluídos numa série de compilações intituladas Death Is Just the Beginning. Algumas canções da gravadora foram inseridas na trilha sonora do filme americano Alone in the Dark de 2005.
Em junho de 2007, a gravadora lançou um álbum em comemoração aos seus 20 anos intitulado Nuclear Blast All-Stars: Into the Light que foi composto e arranjado por Victor Smolski da banda alemã Rage. O disco tem a participação de diversos vocalistas que fizeram parte da história da gravadora como Hansi Kürsch, Tarja Turunen, Tobias Sammet e Andi Deris.